# 措杰多吉
措杰多吉（藏語：གཙོ་སྐྱེས་རྡོ་རྗེ，威利转写：gtso skyes rdo rje；1450年—1510年），西藏歷史上仁蚌巴的领袖，明代帕竹政权官员，藏族，属于格尔氏族。
他曾祖父南喀堅贊是释迦仁钦的女婿，祖父南喀杰波。他是诺布桑波第四子。阐化王阿格旺布在位時，仁蚌巴措杰多吉为伦钦掌握实权。1491年阿格旺布去世，阿格旺布的兒子阿旺札西札巴三岁，由措杰多吉摄政（替東）。1490年，措杰多吉禁止格鲁派三大寺僧人参加拉萨祈愿大法会。1499年，12岁的阿旺札西札巴正式担任第悉。權力還是掌握在措杰多吉手中。1509年，阿旺札西札巴开始计划向仁蚌巴家族夺权。1510年，措杰多吉去世。其子阿旺南杰。